# Zalk
Zalk est un village situé dans la commune néerlandaise de Kampen, dans la province d'Overijssel. Le 1er janvier 2006, le village comptait 540 habitants.